# Margaret Conrad
Pour les articles homonymes, voir Conrad.
Margaret Conrad, née en 1946 à Bridgewater en Nouvelle-Écosse, est une professeure et une historienne canadienne, ayant principalement vécue à Fredericton, au Nouveau-Brunswick. L'une des historiennes les plus réputées au pays, elle est titulaire d'une chaire de recherche du Canada à l'Université du Nouveau-Brunswick. Ses recherches sur l'histoire des provinces de l'Atlantique et la condition féminine sont considérées comme révolutionnaires. Elle a inspiré plusieurs revues scientifiques et elle est membre fondatrice du Planter Studies Centre de l'Université Acadia. Elle a favorisé la vulgarisation de l'histoire en participant à des organismes comme la Commission des lieux et monuments historiques du Canada et Historica Canada. Elle est faite officière de l'Ordre du Canada en 2005.